# 南河街道
南河街道，是中华人民共和国四川省广元市利州区下辖的一个乡镇级行政单位。

## 行政区划
南河街道下辖以下地区：
石马坝社区、郑州街社区、南鹰社区、接官亭社区和体育场社区。